# 2012 na música

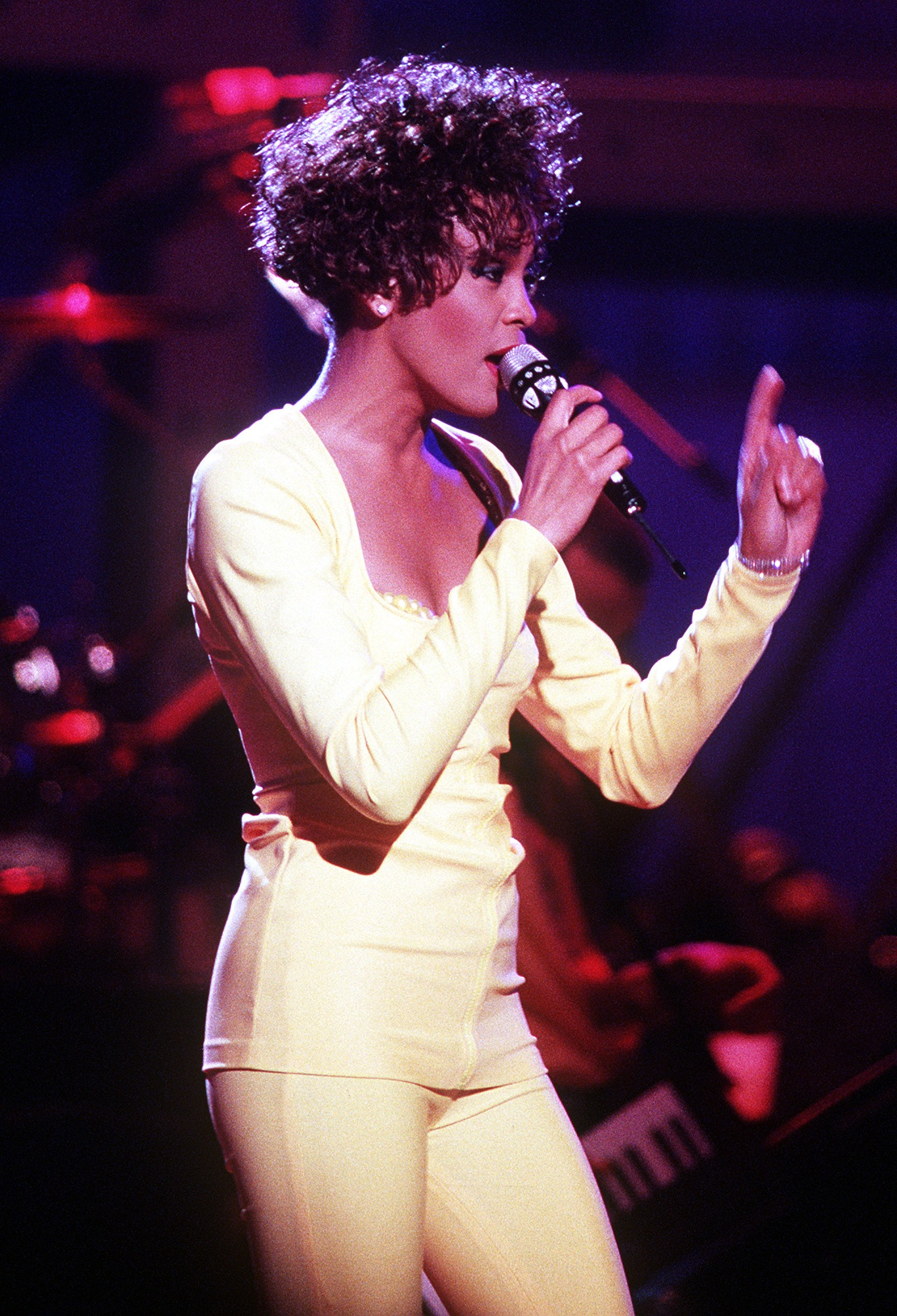
Whitney Houston conversando com o público antes de cantar "Saving All My Love for You" durante o show televisionado pela HBO "Welcome Home Heroes with Whitney Houston", em homenagem às tropas que participaram da Operação Tempestade no Deserto, suas famílias e dignitários militares e governamentais.

Esta é uma relação de eventos notórios que decorreram no ano de 2012 na música.

## Eventos notáveis

### Janeiro
- 1 de Janeiro: Morre aos 86 anos em Buenos Aires, na Argentina a cantora e compositora de tango Nina Miranda e a cantora israelense Yafa Yarkoni.
- 7 de janeiro: O single "The One That Got Away de Katy Perry atinge o primeiro lugar na Billboard Hot Club Songs, tornando seu álbum Teenage Dream o primeiro na história a ter sete canções de um mesmo álbum alcançar o primeiro lugar na Billboard Hot Dance Club.[1]
- 9 de janeiro: Volta do At the Drive-In[2]
- 12 de janeiro: Michael W. Smith realiza vários eventos no Brasil, um deles em Goiânia. Também esteve em São Paulo no dia anterior.[3]
- 17 de janeiro: Confirmado o lançamento do novo álbum ao vivo da banda Iron Maiden para os dias 26 e 27 de março. O novo disco se chama En Vivo! gravado durante a turnê da banda no Chile.[4]
- 20 de janeiro: Etta James morre com leucemia aos 73 anos de idade.

### Fevereiro
- 5 de fevereiro: Madonna, LMFAO, Nicki Minaj, M.I.A., e Cee Lo Green se apresentaram no Super Bowl XLVI.
- 11 de fevereiro: Aos 48 anos de idade, Whitney Houston morre num hotel em Los Angeles.[5]
- 12 de fevereiro: Adele ganha seis prêmios no Grammy Awards com seu álbum de título 21. Bon Iver ganha como Revelação. Kanye West ganhou quatro prêmios e Foo Fighters cinco.
- 14 de fevereiro: Lil' Kim lança novo single promocional If You Love Me.[6]
- 22 de fevereiro: Exaltasamba faz o último show da carreira, no Rio Centro bairro Curicica na capital do Rio de Janeiro,[7][8] a Regina Casé foi lá dar um abraços nos integrantes do grupo
- 26 de fevereiro: Exaltasamba se apresenta a última vez na TV, no programa Esquenta! apresentado pela Regina Casé[9]
- 29 de fevereiro: Davy Jones, membro da banda The Monkees morre na Flórida após sofrer um ataque cardíaco aos 66 anos.

### Março
- 7 de março: Babymetal e Kiba of Akiba lançam o single colaborativo "Babymetal × Kiba of Akiba".[10]
- 26 de março: Madonna lança seu décimo segundo álbum de estúdio, de título MDNA, que vendeu mais de trezentas e cinquenta mil cópias nas duas primeiras semanas de lançamento.[carece de fontes?]

### Abril
- 2 de Abril: Nicki Minaj lança seu segundo álbum de estúdio, de título Pink Friday: Roman Reloaded, que vendeu mais duzentas e quarenta mil cópias na primeira semana nos Estados Unidos, levando a rapper ao topo da parada Billboard.
- 8 de abril: O grupo sul-coreano Exo estréia oficialmente com o single "Mama"  , do EP homônimo.
- 23 de abril: É lançado o álbum Blunderbuss, de Jack White.[carece de fontes?]
- 27 de abril: É lançado o segundo álbum de Marina and the Diamonds, Electra Heart.

### Maio
- 17 de maio: Donna Summer morre aos 63 anos vítima de câncer.
- 17 de maio: Lil' Kim dá iniciamento a sua turnê "Return of the Queen Tour" em Connecticut.
- 20 de maio: Robin Gibb, membro do grupo Bee Gees morre aos 62 anos em uma clínica particular de Londres
- 25 de maio: Quinta edição do Rock in Rio Lisboa
- Maio: Apresentação do Álbum Música Popular Caiçara do Charlie Brown Jr.

### Junho
- 4 de julho: Ocorre no Rio de Janeiro o show de comemoração dos dez anos do grupo Trazendo a Arca, com participação de Marcus Salles, Fernanda Brum e Kleber Lucas.[11]
- 9 de junho: Gravação ao vivo do álbum Creio, da banda Diante do Trono contando com a presença de 350 mil pessoas.[12][13]
- 19 de junho: Justin Bieber lança o álbum "Believe", com as participações de Ludacris[14], Big Sean, Drake e Nicki Minaj.
- 22 de junho: Lana Del Rey grava o single Summertime Sadness.

### Julho
- 10 de julho: Raimundos e Ultraje a Rigor Lança o Último Álbum Chamado Ultraje a Rigor vs. Raimundos da Gravadora Deckdisc
- 17 de julho: Foram anunciados os finalistas do Polaris Music Prize de 2012.[15]

### Agosto
- 3 de agosto: Morre aos 95 anos o maestro Severino Araújo, da Orquestra Tabajara.[16]
- 24 de agosto: O Team 4 do grupo ídolo japonês AKB48 é extinto.
- 27 de agosto: Inicia a primeira fase de votação popular do Troféu Promessas.[17]
- 27 de agosto: Atsuko Maeda se gradua do grupo ídolo japonês AKB48, ela fez parte do Team A. Desde então, Minami Takahashi se tornou a capitã geral do AKB48.

### Setembro
- 17 de setembro: A banda My Chemical Romance anuncia através do site oficial o lançamento do EP "Conventional Weapons" com 2 músicas a serem lançadas uma a cada mês de outubro de 2012 á fevereiro de 2013.
- 27 de setembro: Rihanna lança o primeiro single de seu sétimo álbum Unapologetic, "Diamonds", composta pela australiana Sia. Esta foi a sua 12ª canção à atingir o topo da Billboard Hot 100. Tornou-se mais um dos grandes hits de sua carreira.

### Novembro
- 1 de novembro: Morre Mitch Lucker de 28 anos durante um acidente de moto, ele era o vocalista da banda de deathcore Suicide Silence.[18]
- 6 de novembro: O Aerosmith lança o disco Music from Another Dimension!
- 9 de novembro: Lady Gaga realiza no Rio de Janeiro o primeiro de seus três shows no Brasil com a The Born This Way Ball Tour.
- 12 de novembro: Matanza Lança o Thunder Dope, seu sexto álbum de estudio.
- 19 de novembro: Rihanna lança seu sétimo álbum de estúdio, Unapologetic, o primeiro disco de sua carreira a estrear direto no topo da Billboard 200.
- 19 de novembro: Led Zeppelin se reúne para o show Celebration Day em Londres no Reino Unido, os fãs esperam receber a notícia de uma reformulação do grupo.

### Dezembro
- 21 de dezembro: Patricia Marx lança seu single de retorno, "Tudo O Que Eu Quero", com participação de Ed Motta.[19]

## Formações

### Bandas formadas
- Tropkillaz.[20]
- Fifth Harmony
- EXO
- Greta Van Fleet

### Bandas em hiato
- The Black Eyed Peas
- Disturbed
- Gorillaz
- Oceano[21]
- Rage Against the Machine
- Selena Gomez & the Scene[22]
- Sugababes
- Swedish House Mafia
- Thrice[23]
- Thursday
- YUI
- Versailles (banda)

### Bandas reformuladas
- 98 Degrees
- At the Drive-In[24]
- Banda Azul[25]
- Coal Chamber[26]
- I Mother Earth
- Nasum
- The Obsessed
- Phantom Planet
- Refused[27][28]
- SikTh
- Stauros[29]
- The Beach Boys (Al Jardine, Bruce Johnston, David Marks, Mike Love, Brian Wilson)
- Treble Charger[30]
- Van Halen (Eddie Van Halen, Alex Van Halen, David Lee Roth and Wolfgang Van Halen)
- Rouge
- Atomic Kitten[31]

### Bandas dissolvidas
- Bee Gees
- Behind Crimson Eyes
- The Carrier
- Chumbawamba
- Defiance
- Diddy-Dirty Money
- It Dies Today
- Jet
- JQT
- Made Out of Babies
- A Static Lullaby
- Ween
- Westlife
- School Food Punishment
- SDN48
- Stereopony

### Carreira solo
- Tate McRae

## Paradas musicais

### Álbuns
- Billboard 200
- Dance/Electronic Albums
- Top Digital Albums
- UK R&B Chart

### Singles
- Billboard Hot 100
- Brasil Hot 100 Airplay
- Hot Dance Club Songs
- Hot Digital Songs
- Hot R&B/Hip-Hop Songs
- Japan Hot 100
- Korea K-Pop Hot 100
- On-Demand Songs
- UK R&B Chart